# Nestor Kourakis

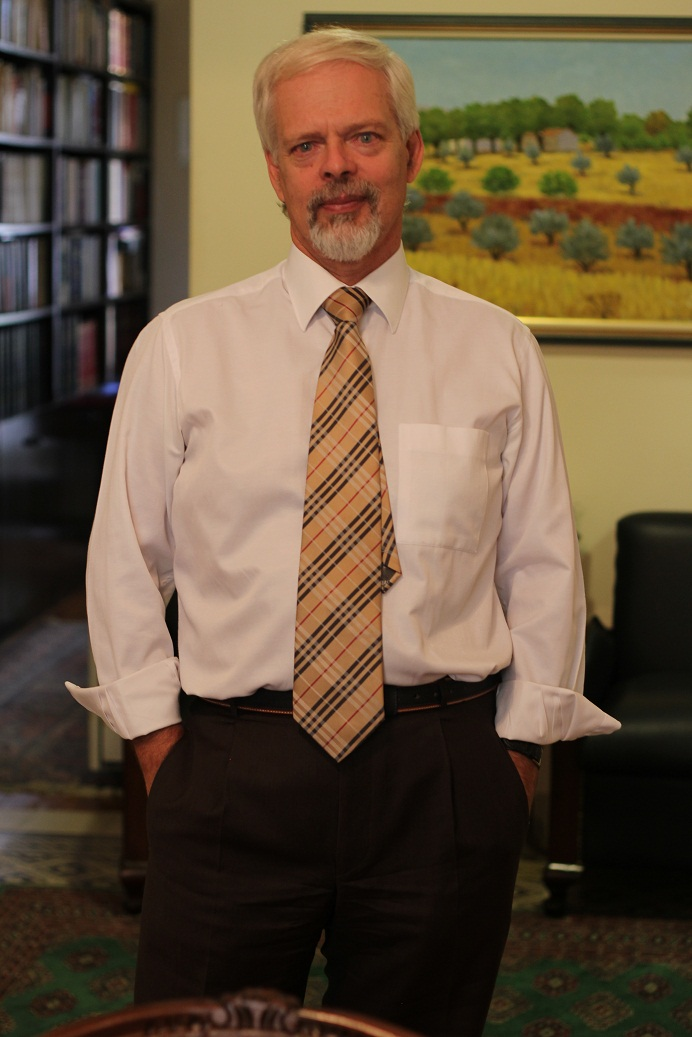
Nestor Kourakis (2011)

Nestor Kourakis (griechisch Νέστωρ Κουράκης; * 1947 in Athen) ist ein griechischer Jurist und Professor für strafrechtliche Wissenschaften an der Universität Nikosia.

## Leben
Kourakis studierte 1971 Rechtswissenschaften an der Universität Athen sowie 1973 Wirtschafts- und Staatswissenschaften an der Universität Thessaloniki. Er promovierte 1977 an der Universität Freiburg im Breisgau. Als Stipendiat des Deutschen Akademischen Austauschdienstes bzw. der französischen Regierung absolvierte er 1977 höhere Studien auf dem Gebiet der Kriminologie an der Universität Paris II  und 1979 am Institut der Kriminologie von Paris.
1984 begann er als Dozent für Kriminologie und Strafvollzug, seit 1993 lehrte er als ordentlicher Professor der Universität Athen neben Kriminologie auch über Wirtschaftskriminalität, Kriminalistik, Strafvollzug und Kriminalpolitik.
Kourakis war 1996 und 1997 Gastprofessor der Universität Oxford. Er ist in Herausgebergremien von Fachzeitschriften, nahm 1999 an der Leitung der Buchreihe European Studies in Law teil, fungierte 2007–2010 an der Spitze des unter der Aufsicht des Justizministeriums stehenden „Zentrums für die Eingliederung ehemaliger Häftlinge“ und wirkte an verschiedenen griechischen Gesetzesentwürfen und Rekommandationen des Europarats als Fachexperte mit. Zudem war er seit 2001 als Direktor des Instituts für strafrechtliche und kriminologische Forschungen tätig, das im Rahmen der Universität Athen 15 Forschungsprojekte auf  Fragen der Strafrechtswissenschaft (z. B. über Euthanasie) verwirklichte, Konferenzen organisierte und 27 wissenschaftliche Bände herausgegeben sowie vierteljährlich die elektronische kriminologische Zeitschrift „The Art of Crime“ im Internet auf Griechisch und Englisch veröffentlicht.
Seit September 2014 ist Kourakis Professor für Strafrechtswissenschaft an der Universität Nikosia.
Nestor Kourakis ist verheiratet und hat drei Kinder.

## Ehrungen und Auszeichnungen
Für seine wissenschaftlichen Leistungen wurde er 1974 von der Akademie Athen und 1985 von der griechischen Strafrechtlervereinigung geehrt. 2012 wurde er ordentliches Mitglied der Europäischen Akademie der Wissenschaften und Künste.

## Publikationen
Kourakis hat 14 Bücher geschrieben bzw. herausgegeben und circa 170 Fachstudien in Zeitschriften und Festschriften auf Griechisch, Deutsch, Englisch, Französisch und Italienisch veröffentlicht.